# Kwantisatie (signaalanalyse)
Kwantiseren vindt plaats bij het digitaliseren van analoge signalen. De signaalniveaus worden gekwantiseerd, dat wil zeggen verdeeld in discrete stapjes.

## Principe
Een analoog signaal dient als bron, bijvoorbeeld:
{\displaystyle y(t)=f(t),\forall y\in \mathbb {R} ,M\in \mathbb {R} :-M\leq y\leq M}
Het analoog signaal kan alle waarden tussen -M en M aannemen (als er geen oversturing plaatsvindt).
Een kwantisator verdeelt het bereik [-M,M] in L beslisniveaus. Hoe deze niveaus verdeeld zijn over het bereik, hangt af van het type kwantisator dat gebruikt wordt. Een uniforme kwantisator verdeelt het bereik [-M,M] in gelijke intervallen, bij een niet uniforme kwantisator is deze verdeling anders gekozen (voorbeeld: kleinere intervallen voor kleine getalwaarden en grotere intervallen bij grotere getalwaarden).
Verder wordt er nog onderscheid gemaakt tussen een 'midtread' en een 'midrise' kwantisator. Een midtread kwantisator heeft een beslisniveau op 0 en heeft (mits de verdeling symmetrisch is) een oneven aantal beslisniveaus L. Een midrise kwantisator heeft geen beslisniveau op 0, en heeft (mits symmetrische verdeling) een even aantal beslisniveaus L.
Wanneer we spreken over de kansverdeling van het signaal y, dan bedoelen we daarmee de kans dat een bepaalde getalswaarde van y voorkomt. Als y een uniforme verdeling bezit, is de kans op elke waarde die y kan aannemen even groot. Bij veel soorten signalen is dit niet het geval. In het geval dat y(t) = M sin(t), een sinusvormig signaal, heeft y een andere kansverdeling, grote getalswaarden komen namelijk vaker voor dan getalswaarden rond 0 (een veel voorkomende verdeling bij signalen is de normale verdeling).
Bij het kwantiseren treedt een afrondingsfout op; immers elke waarde van y die binnen een bepaald beslisniveau ligt, zal worden gerepresenteerd aan de uitgang van de kwantisator als het gekozen interval.
Het verschil tussen het ingangssignaal en het gekwantiseerde signaal is de kwantisatieruis. De verhouding van de vermogens {\displaystyle \sigma _{y}^{2}} van het ingangssignaal en {\displaystyle \sigma _{q}^{2}} van de kwantiseringsruis {\displaystyle \sigma _{y}^{2}/\sigma _{q}^{2}} is de signaal-ruisverhouding of signal to noise ratio (SNR). In [dB] is dit:
{\displaystyle 20*\log(\sigma _{y}/\sigma _{q})}
Als y niet de maximale waarden op [-M,M] bereikt, oftewel de uitsturing is niet maximaal, dan wordt het vermogen {\displaystyle \sigma _{y}^{2}} kleiner. Het vermogen van de afrondingsfout {\displaystyle \sigma _{q}^{2}} blijft echter gelijk. Dit heeft dus tot gevolg dat de signaal-ruisverhouding kleiner wordt. Om de grootste signaal-ruisverhouding te bereiken, zou de uitsturing dus het maximaal moeten zijn. 
Tot nu toe is aangenomen dat er geen oversturing plaatsvindt, dus dat |y| ≤ M. Als y wel buiten dit bereik kan liggen, bijvoorbeeld als de kansverdeling van y een normale verdeling is, wordt y afgerond naar het uiterste beslisniveau. Dit veroorzaakt een grotere afrondingsfout en dus ook een groter vermogen {\displaystyle \sigma _{q}^{2}}. De signaal-ruisverhouding zal hierdoor exponentieel dalen.
Het aantal beslisniveaus L is van grote invloed op de signaal-ruisverhouding. Bij grotere L, is de signaal-ruisverhouding beter. Bij een uniforme kwantisator is de verbetering van de signaal-ruisverhouding ongeveer 6 [dB] bij een twee keer zo grote L (voor 8 bits is L=256, voor 9 bits is L=512, de verbetering is dus ongeveer 6 [dB] per extra gebruikte bit).
Bij de keuze van het type kwantisator moet gekeken worden naar de eigenschappen van y. Voor sommige kansverdelingen is de signaal-ruisverhouding te verbeteren door een niet-uniforme kwantisator te gebruiken waarbij de verdeling van de beslisniveaus is afgestemd op deze kansverdeling. Het is echter niet altijd mogelijk om te bepalen wat voor kansverdeling y heeft.
Het dynamisch bereik van de kwantisator is de verhouding tussen de maximaal waarneembare waarde van y en de kleinst waarneembare waarde van y waarbinnen de SNR boven een gespecificeerde waarde blijft. Het is dan mogelijk om de beslisniveaus van een niet uniforme kwantisator zodanig te kiezen dat de signaal-ruisverhouding binnen het gehele dynamische bereik gelijk blijft.
Dit samenvattend is de kwantiseringsruis (SNR) dus afhankelijk van een aantal factoren:
- Het aantal beslisniveaus L dat gebruikt wordt.
- De kansverdeling van het ingangssignaal y.
- Het type kwantisator dat gebruikt is (midtread,midrise,uniform,niet-uniform)
- de maximale uitsturing van het ingangssignaal.

Bij het digitaliseren van een continu signaal, wordt het ingangssignaal y op vaste tijdsintervallen gekwantiseerd. De uitleg hierover is te vinden onder het artikel AD-converter.

## Relevante artikelen
- Analoog digitaal conversie
- Digitalisatie van geluid
- Digitalisatie van beeld
- Digitale fotografie
- Binaire getallenstelsels
- Reële getallen